# Graham County, Kansas
Graham County är ett administrativt område i delstaten Kansas, USA, med 2 597 invånare. Den administrativa huvudorten (county seat) är Hill City.

## Geografi
Enligt United States Census Bureau har countyt en total area på 2 328 km². 2 327 km² av den arean är land och 1 km² är vatten.

### Angränsande countyn
- Norton County - nord
- Phillips County - nordost
- Rooks County - öst
- Trego County - syd
- Gove County - sydväst
- Sheridan County - väst

### Orter
- Bogue
- Hill City (huvudort)
- Morland